# Hypuronector
Hypuronector limnaios
Genre
Espèce
Hypuronector est un genre fossile de drépanosaures de la période du Trias supérieur (Norien) qui vivait dans ce qui est maintenant le New Jersey.
Une seule espèce est rattachée au genre, Hypuronector limnaios, décrite par Edwin Harris Colbert et Paul Eric Olsen (d) en 2001.

## Étymologie
Le nom de genre se traduit par « nageur à queue profonde du lac », en référence à ses habitudes aquatiques hypothétiques supposées par ses inventeurs.

## Description

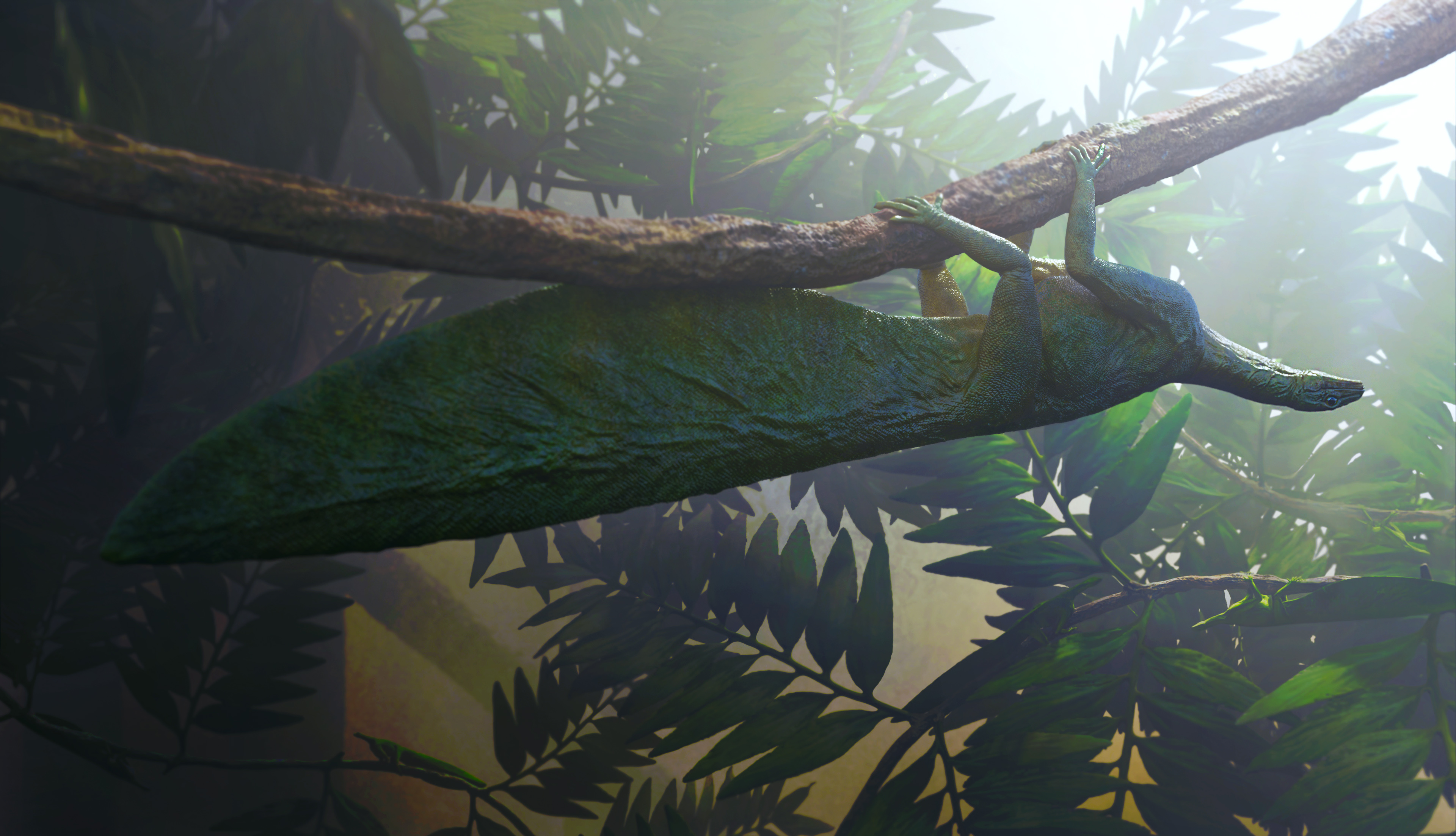
Hypuronector reconstruction.

Hypuronector est apparenté à Megalancosaurus, un reptile arboricole contemporain découvert en Italie.
C'était un petit animal, estimé à seulement 12 centimètres de long. Jusqu'à présent, des dizaines de spécimens d'Hypuronector sont connus, mais malgré cela, les scientifiques n'ont trouvé aucun squelette complet. Cela rend les tentatives de reconstruction du corps ou du style de vie d’Hypuronector très spéculatives et controversées.

## Paléobiologie
En dépit de leur relation évolutive, certains scientifiques ont suggéré qu'Hypuronector avait peut-être une niche écologique différente de celle des autres drépanosaures. Il a longtemps été admis que Megalancosaurus était un animal ressemblant à un caméléon. Inversement, Hypuronector a été suggéré comme étant aquatique en raison de sa queue aplatie latéralement ressemblant à une pagaie et du fait que ses restes ont été découverts au fond d'un ancien lac. Cependant, plusieurs études sur la morphologie de ses membres, ainsi que sur les vertèbres caudales, assez délicates, sans preuve de musculature caudale étendue, écartent l'hypothèse d'une vie aquatique.
Hypuronector était probablement arboricole comme les autres drépanosaures
Il a également été proposé que ce soit un animal « planeur », comme les écureuils volants actuels, en raison des proportions de ses membres, en particulier de ses membres antérieurs allongés. Celles-ci paraissent compatibles avec un animal possédant une membrane entre les membres antérieurs et postérieurs appelée patagium, comme un écureuil volant.